# Ruzsatag
Ruzsatag (Rugea), település Romániában, a Partiumban, Bihar megyében.

## Fekvése
Tasnádbajom mellett fekvő település.

## Története
Ruzsatag korábban Tasnádbajom része volt. 1956-ban vált önálló településsé, ekkor 104 lakosa volt.
2002-ben 7 lakosa volt, melyből 4 román, 3 magyar volt.